# Дембовиця
Дембовиця (пол. Dębowica) — село в Польщі, у гміні Тшебешув Луківського повіту Люблінського воєводства.
Населення — 501 особа (2011).
У 1975-1998 роках село належало до Седлецького воєводства.

## Демографія
Демографічна структура станом на 31 березня 2011 року:
|          | Загалом | Допрацездатний вік | Працездатний вік | Постпрацездатний вік |
| -------- | ------- | ------------------ | ---------------- | -------------------- |
| Чоловіки | 251     | 83                 | 148              | 20                   |
| Жінки    | 250     | 50                 | 160              | 40                   |
| Разом    | 501     | 133                | 308              | 60                   |